# Souvenirs (Maupassant)
Pour les articles homonymes, voir Souvenir.
Souvenirs est une nouvelle de Guy de Maupassant parue en 1884.
Ma chère Sophie,

Non, je ne viendrai pas à Paris ce printemps...

## Historique
Souvenirs est une nouvelle publiée dans le quotidien Le Gaulois   du 23 mars 1884.

## Résumé
Une vieille dame, Delphine, écrit à Sophie que, maintenant, elle préfère rester dans sa maison, enveloppée de souvenirs, plutôt que de courir à Paris.

## Éditions
- 1884 -  Souvenirs, dans Le Gaulois
- 1964 -  Souvenirs, dans l'édition Schmidt
- 1974 -  Souvenirs, dans Maupassant, Contes et nouvelles, tome I, texte établi et annoté par Louis Forestier, Bibliothèque de la Pléiade, éditions Gallimard.